# Pößnitz (Schwarze Elster)

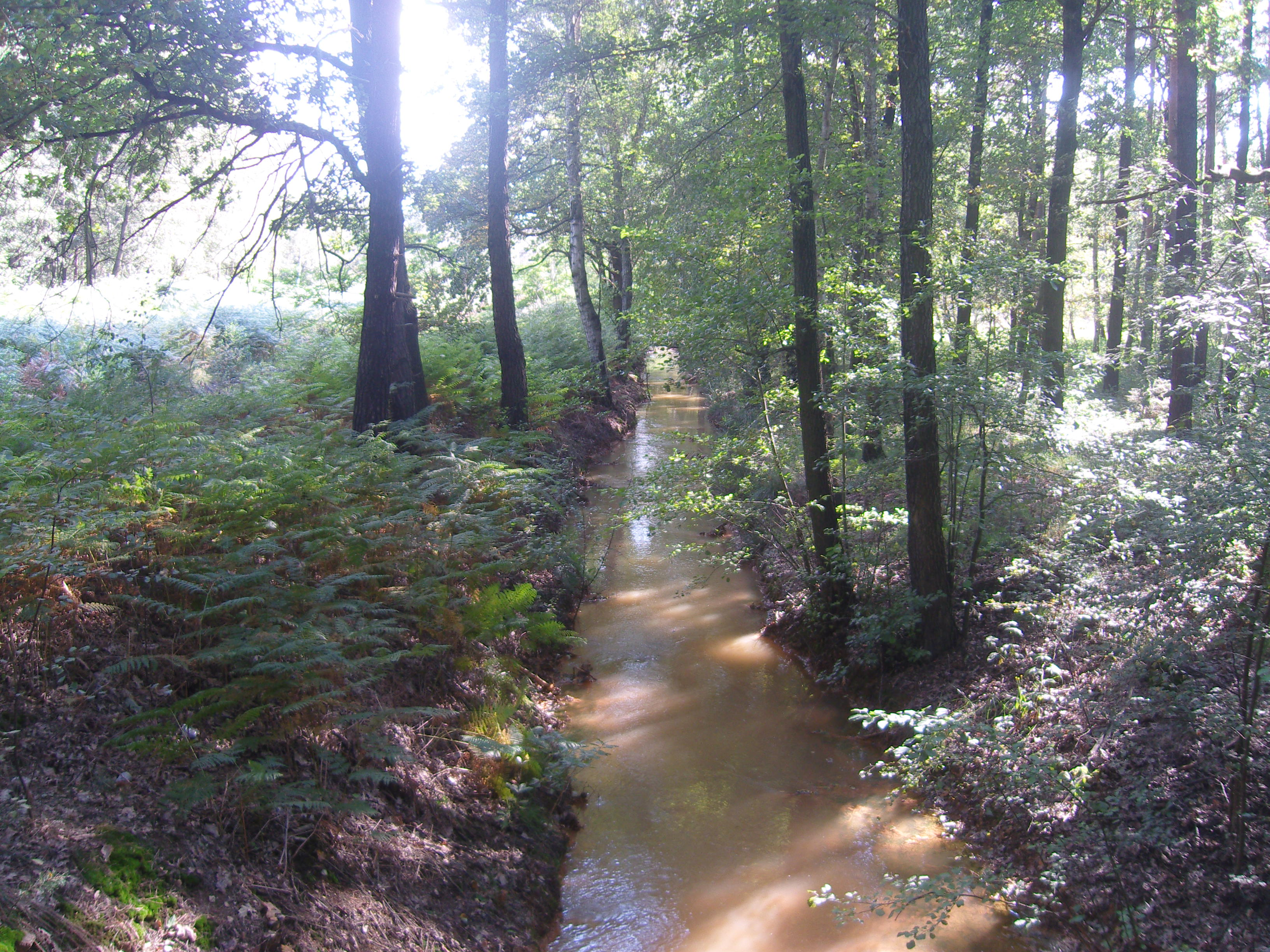
Pößnitz bei Schipkau

Die Pößnitz (früher Pössnitz, niedersorbisch Pěsnica) ist ein rechter Nebenfluss der Schwarzen Elster in Brandenburg.

## Verlauf
Die Pößnitz hat ihre Quelle südöstlich von Henriette, einer ehemaligen Bergarbeitersiedlung. Sie passiert Annahütte, bildet dann die Grenzlinie zwischen den Ortschaften Klettwitz und Meuro und fließt durch den Ortsteil Schipkau-Krügers Mühle. Der weitere Verlauf führt durchs BASF-Werk Schwarzheide und den Schwarzheider Ortsteil Naundorf, wo sie letztlich in die Schwarze Elster mündet.
Nebenläufe

Auf ihrem Verlauf nimmt die Pößnitz auch das Wasser einiger kleiner Bachläufe und Gräben auf. Der Meuroer Graben mündet nordwestlich des Lausitzrings nahe der Meuroer Friedhofsstraße  ein. An der Staudemühle in Klettwitz-Treuhandsiedlung befindet sich die Mündung des Moreitzmühlgraben und der frühere Moreitzbach mündet unweit zur Krügers Mühle unmittelbar zur Bundesautobahn 13.

## Geschichte
Historisch gesehen, war die Pößnitz ein Feuchtgebiet mit vielen Nebenläufen, Sümpfen, Teichen und Biberdämmen. Neben dem Biber bot sie einst auch zahlreichen anderen Tierarten Lebensraum. Mit dem in der Lausitz aufkommenden Braunkohlebergbau (Ende des 19., Anfang des 20. Jahrhunderts) wurde das Einzugsgebiet der Pößnitz weitgehend trockengelegt und kanalisiert.
Die heutige Pößnitz wurde 1757 als Pößnitzwasser verzeichnet, wohingegen es westlich von Schipkau noch einen Pößnitzbach gab, dessen Quellgebiet im Sumpf- und Teichland zwischen Pommelheide und Vogelberg verzeichnet ist. An seinem Lauf durch die Kolonie Vogelberg sollen sich zahlreiche Mühlenhöfe befunden haben. Die Rede ist von bis zu 36 Teichgewässern die der Pößnitzbach gespeist hatte.  Nahe der Ortschaft Naundorf an der Pößnitzmühle, gab es einen Verbindungskanal zum Pößnitzwasser und dem großen Scyroteich. Der Unterlauf der heutigen Pößnitz, ab der Krügersmühle bis zur Mündung in die Schwarze Elster in etwa den in der Karte von 1757 verzeichneten Unterlauf des Pößnitzbachs ausmacht.

## Sehenswürdigkeiten/Denkmäler
- Barranmühle in Meuro
- Staudemühle bei Klettwitz
- Krügers Mühle bei Schipkau
- Postbrücke, an der Krügersmühle, ca. 120 Jahre alt[6]
- Naundorfer Pößnitzmühle

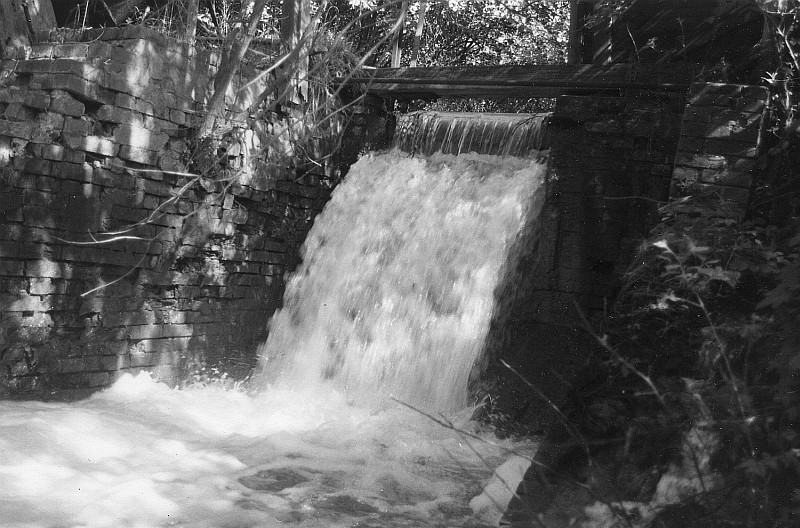
Naundorfer Pößnitzmühle (1988)
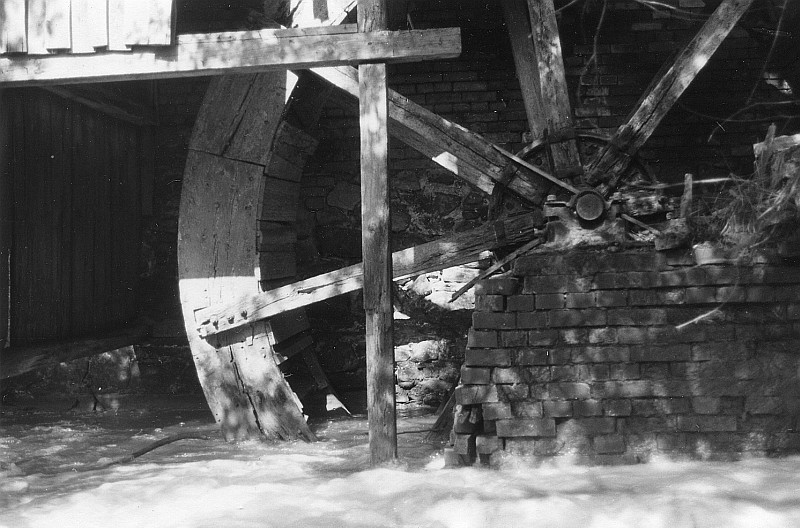
Naundorfer Pößnitzmühle (1988)